# James Horner
James Roy Horner (Los Angeles, 14 agosto 1953 – Contea di Ventura, 22 giugno 2015) è stato un compositore e direttore d'orchestra statunitense.
Vincitore di due premi Oscar per Titanic (1997), è stato tra i più prolifici e noti compositori di colonne sonore. Nelle sue composizioni era solito ispirarsi o citare musiche dalle diverse tradizioni e culture, come la musica elettronica, l'uso di melodie di ispirazione celtica (in particolar modo in Braveheart - Cuore impavido, citazioni dall'amata musica russa del Novecento (Šostakovič e Khačaturjan) e della Tarantella napoletana.
La sua colonna sonora per Titanic rimane la colonna sonora orchestrale più venduta di tutti i tempi.
Horner ha composto musica per oltre 100 film, spesso collaborando con registi famosi come James Cameron e Ron Howard, incluse le colonne sonore del primo e del quarto film di maggior incasso di tutti i tempi, rispettivamente Avatar e Titanic, entrambi diretti da James Cameron.

## Biografia
Horner è nato a Los Angeles, figlio di Joan e Harry Horner, che era un production designer, scenografo e regista occasionale. Horner ha iniziato a suonare il pianoforte all'età di cinque anni. I suoi primi anni sono stati trascorsi a Londra, dove ha frequentato il Royal College of Music. Successivamente ha frequentato la Verde Valley High School a Sedona, in Arizona. Ha conseguito la laurea in musica presso la University of Southern California, e alla fine ha guadagnato un master e ha iniziato a lavorare presso l'University of California, Los Angeles dove ha studiato con Paul Chihara. Dopo vari incarichi con la American Film Institute nel 1970, finì il suo insegnamento di teoria musicale alla UCLA e cominciò ad occuparsi di colonne sonore.
Il primo film per cui Horner compone la colonna sonora è The Lady in Red nel 1979. Ha iniziato la sua carriera di colonne sonore lavorando con Roger Corman, per la grossa produzione I magnifici sette nello spazio (Battle Beyond the Stars, 1980). Le sue opere lo portano ad assumere progetti di grandi dimensioni e l'accesso ad Hollywood. Horner, infatti fa un passo avanti nel 1982, quando ha la possibilità di comporre le musiche per Star Trek II - L'ira di Khan, affermandosi come compositore mainstream. Horner ha continuato a comporre musica di alto profilo comunicati nel corso degli anni 1980. Con Aliens - Scontro finale (1986), Horner ha guadagnato la sua prima candidatura all'Oscar, venendo in seguito candidato altre nove volte. Quelle di Horner sono al sesto posto per le musiche usate più frequentemente per i trailer dei film.

### La collaborazione con Steven Spielberg
Nel corso degli anni 1980 e all'inizio del 1990, Horner ha anche scritto moltissime partiture per film per famiglie (in particolare quelli prodotti dalla Amblin Entertainment di cui Steven Spielberg è il fondatore), ed è grazie a questo che conosce Steven Spielberg che produrrà tutti i film per cui Horner ha lavorato. Tra questi, molti sono stati diretti da Don Bluth o prodotti da esso. I più celebri sono Fievel sbarca in America, Alla ricerca della Valle Incantata, Casper, Balto, C'era una volta nella foresta e We're Back! - 4 dinosauri a New York.

### Gli anni novanta eTitanic
Il 1995 ha visto Horner produrre non meno di sei partiture, tra cui le sue opere di grande successo commerciale e acclamato dalla critica per Braveheart e Apollo 13, per le quali due ha ottenuto la candidatura all'Oscar. Il grande successo finanziario, mondiale e di critica di Horner sarebbe però avvenuto nel 1997 con Titanic. L'album divenne il best seller della miglior colonna sonora orchestrale della storia, vendendo oltre 27 milioni di copie in tutto il mondo. 
Ai 70º Academy Awards Horner ha vinto un Oscar per la migliore colonna sonora e miglior canzone originale per My Heart Will Go On (che ha scritto assieme a Will Jennings). Horner e Jennings hanno vinto inoltre tre Grammy Awards e due Golden Globe per la colonna sonora. Titanic segnò anche la prima volta in dieci anni che Horner ha lavorato con il regista James Cameron (in seguito al lavoro altamente stressante per Aliens, Horner ha dichiarato che non avrebbe mai più lavorato con Cameron, descrivendo l'esperienza come "un incubo"). Dopo Titanic, Horner ha continuato a comporre per grandi produzioni (tra cui La tempesta perfetta, A Beautiful Mind e La maschera di Zorro).

### Gli anni duemila eAvatar
Oltre a firmare grandi produzioni, Horner lavora periodicamente su piccoli progetti come Iris - Un amore vero, Mi chiamano Radio (Radio) e Bobby Jones - Genio del golf. Ha ricevuto la sua ottava e nona candidatura agli Oscar per A Beautiful Mind (2001) e La casa di sabbia e nebbia (2003). Collabora frequentemente con il regista Ron Howard (Fuoco assassino). Horner collabora nuovamente nel 2009 con James Cameron per Avatar del 2009, film campione di incassi di tutti i tempi, superando Titanic (anch'esso diretto da Cameron e firmato da Horner). Horner ha speso più di due anni a lavorare sulla colonna sonora di Avatar, senza intraprendere altri progetti durante questo periodo. Il lavoro di Horner su Avatar gli è valso numerosi riconoscimenti, compresa la sua decima candidatura all'Oscar, una candidatura ai Golden Globe, una candidatura ai BAFTA e una candidatura ai Grammy Awards.
Sull'esperienza di comporre musica per Avatar, Horner ha detto: "Avatar è stato il film più difficile al quale ho lavorato e il più grande lavoro che ho intrapreso... Io lavoro dalle quattro del mattino alle dieci di sera e questo è stato il mio stile di vita da marzo."
In seguito Horner ha composto la colonna sonora per il film The Karate Kid - La leggenda continua (2010), sostituendo Atli Örvarsson, e firmato The Amazing Spider-Man (2012).

### Morte
Horner è morto il 22 giugno 2015, quando il suo aereo a turboelica Short Tucano si è schiantato nella foresta nazionale di Los Padres vicino a Ventucopa, in California. Al momento dell'ultimo decollo, dopo il rifornimento di carburante all'aeroporto di Camarillo, era l'unico occupante del velivolo. Tre giorni dopo, il 25 giugno, l'ufficio del medico legale della contea di Ventura ha dichiarato lo schianto come un incidente.

#### I postumi
L'indagine condotta dopo l'incidente da parte del National Transportation Safety Board (NTSB) ha rivelato che la causa principale dell'incidente è stata l'incapacità di Horner di mantenere la distanza dal terreno durante i lavori aerei a bassa quota. Durante il volo, Horner ha contattato il Southern California Air Route Traffic Control Center, dal quale ha ricevuto avvisi mentre sorvolava la zona di Chumash Wilderness. L'NTSB ha intervistato due testimoni del volo, che erano nelle loro case quando Horner li ha sorvolati; uno ha detto che l'aereo stava volando a una quota compresa tra i 500 e i 750 piedi (150 e 230 m). I dati radar della FAA hanno mostrato che l'aereo aveva effettuato molteplici virate a bassa quota ed eseguito manovre di rapido cambiamento di altitudine, volando basso attraverso il Quatal Canyon e sfiorando le creste delle montagne per meno di 100 piedi (30 m).
La NTSB ha determinato inoltre che c'erano altri fattori chiave che hanno portato all'incidente. Il primo di questi è stato l'uso da parte di Horner di farmaci prescritti per alleviare il dolore e il mal di testa. I test tossicologici hanno trovato butalbital, codeina ed etanolo nel corpo di Horner (sebbene l'etanolo possa essere stato prodotto dall'attività dei microbi dopo la sua morte).

## Tributi
Collaboratori e colleghi di tutto il mondo hanno reso omaggio a Horner, tra cui i compositori Hans Zimmer, John Williams, Paul Williams e Alan Menken, e i registi Ron Howard e James Cameron. Cameron ha detto che lui e Horner "non vedevano l'ora del loro prossimo concerto"; l'assistente di Horner, Sylvia Patrycja, ha scritto sulla sua pagina Facebook: "Abbiamo perso una persona straordinaria con un cuore enorme e un talento incredibile; è morto facendo ciò che amava". Anche molte celebrità, tra cui Russell Crowe, Diane Warren e Celine Dion, hanno espresso le loro condoglianze. Dion, che ha cantato "My Heart Will Go On", una delle composizioni più popolari di Horner e considerata la canzone simbolo di Dion, ha scritto sul suo sito web che lei e il marito René Angélil sono stati "scossi dalla tragica morte" del loro amico e " ricorderanno sempre la sua gentilezza e il suo grande talento che hanno cambiato la sua carriera". " Leona Lewis, che ha registrato "I See You" di Horner per Avatar, ha detto che lavorare con lui "è stato uno dei momenti più grandi della mia vita".

## Film dedicati
- The World of James Horner - Hollywood in Vienna 2013, diretto da Sandra Tomek (2013)

## Premi
Ha vinto due premi Oscar nel 1998 per la colonna sonora e la canzone My Heart Will Go On, entrambe per il film Titanic. La celeberrima melodia ha ottenuto un successo planetario. Ha ottenuto la candidatura per la prestigiosa statuetta anche per Braveheart, Apollo 13, A beautiful mind e Avatar. In totale Horner ha vinto due premi Oscar, due Golden Globe Awards, tre Satellite Awards, sei Grammy Awards, tre Saturn Awards ed è stato candidato a tre premi BAFTA.

## Filmografia parziale

### Cinema
- The Lady in Red, regia di Lewis Teague (1979)
- I magnifici sette nello spazio (Battle Beyond the Stars), regia di Jimmy T. Murakami (1980)
- Monster - Esseri ignoti dai profondi abissi (Humanoids from the Deep), regia di Barbara Peeters (1980)
- Wolfen, la belva immortale (Wolfen), regia di Michael Wadleigh (1981)
- La mano (The Hand), regia di Oliver Stone (1981)
- Benedizione mortale (Deadly Blessing), regia di Wes Craven (1981)
- Star Trek II - L'ira di Khan (Star Trek: The Wrath of Khan), regia di Nicholas Meyer (1982)
- 48 ore (48 Hrs.), regia di Walter Hill (1982)
- Testament, regia di Lynne Littman (1983)
- Il servo di scena (The Dresser), regia di Peter Yates (1983)
- Krull, regia di Peter Yates (1983)
- Gorky Park, regia di Michael Apted (1983)
- Fratelli nella notte (Uncommon Valor), regia di Ted Kotcheff (1983)
- Space Raiders, regia di Howard R. Cohen (1983)
- Brainstorm - Generazione elettronica (Brainstorm), regia di Douglas Trumbull (1983)
- Qualcosa di sinistro sta per accadere (Something Wicked This Way Comes), regia di Jack Clayton (1983)
- Star Trek III - Alla ricerca di Spock (Star Trek III: The Search for Spock), regia di Leonard Nimoy (1984)
- Commando, regia di Mark L. Lester (1985)
- Cocoon - L'energia dell'universo (Cocoon), regia di Ron Howard (1985)
- Il viaggio di Natty Gann (The Journey of Natty Gann), regia di Jeremy Kagan (1985)
- Il nome della rosa (Der Name der Rose), regia di Jean-Jacques Annaud (1986)
- Fievel sbarca in America (An American Tail), regia di Don Bluth (1986)
- Aliens - Scontro finale (Aliens), regia di James Cameron (1986)
- Un poliziotto fuori di testa (Off Beat), regia di Michael Dinner (1986)
- Miracolo sull'8ª strada (Batteries Not Included), regia di Matthew Robbins (1987)
- Fuga dal futuro - Danger Zone (Project X), regia di Jonathan Kaplan (1987)
- Cocoon - Il ritorno (Cocoon: The Return), regia di Daniel Petrie (1988)
- Alla ricerca della Valle Incantata (The Land Before Time), regia di Don Bluth (1988)
- Danko (Red Heat), regia di Walter Hill (1988)
- Willow, regia di Ron Howard (1988)
- Tesoro, mi si sono ristretti i ragazzi (Honey, I Shrunk the Kids), regia di Joe Johnston (1989)
- Dad - Papà (Dad), regia di Gary David Goldberg (1989)
- L'uomo dei sogni (Field of Dreams), regia di Phil Alden Robinson (1989)
- Glory - Uomini di gloria (Glory), regia di Edward Zwick (1989)
- Ancora 48 ore (Another 48 Hrs.), regia di Walter Hill (1990)
- Ti amerò... fino ad ammazzarti (I Love You to Death), regia di Lawrence Kasdan (1990)
- Le avventure di Rocketeer (The Rocketeer), regia di Joe Johnston (1991)
- Fievel conquista il West (An American Tail: Fievel Goes West), regia di Phil Nibbelink e Simon Wells (1991)
- Conflitto di classe (Class Action), regia di Michael Apted (1991)
- Ancora una volta (Once Around), regia di Lasse Hallström (1991)
- Cuore di tuono (Thunderheart), regia di Michael Apted (1992)
- I signori della truffa (Sneakers), regia di Phil Alden Robinson (1992)
- Abuso di potere (Unlawful Entry), regia di Jonathan Kaplan (1992)
- Giochi di potere (Patriot Games), regia di Phillip Noyce (1992)
- Swing Kids - Giovani ribelli (Swing Kids), regia di Thomas Carter (1993)
- Un eroe piccolo piccolo (Jack the Bear), regia di Marshall Herskovitz (1993)
- Il rapporto Pelican (The Pelican Brief), regia di Alan J. Pakula (1993)
- In cerca di Bobby Fischer (Searching for Bobby Fischer), regia di Steven Zaillian (1993)
- L'uomo senza volto (The Man Without a Face), regia di Mel Gibson (1993)
- C'era una volta nella foresta (Once upon a forest), regia di Charles Grosvenor (1993)
- We're Back! - Quattro dinosauri a New York (We're Back! A Dinosaur's Story), regia di Simon Wells, Dick Zondag, Ralph Zondag e Phil Nibbelink (1993)
- Bopha!, regia di Morgan Freeman (1993)
- Sulle orme del vento (A Far Off Place), regia di Mikael Salomon (1993)
- Vento di passioni (Legends of the Fall), regia di Edward Zwick (1994)
- Pagemaster - L'avventura meravigliosa (The Pagemaster), regia di Pixote Hunt, Maurice Hunt e Joe Johnston (1994)
- Sotto il segno del pericolo (Clear and Present Danger), regia di Phillip Noyce (1994)
- Apollo 13, regia di Ron Howard (1995)
- Casper, regia di Brad Silberling (1995)
- Braveheart - Cuore impavido (Braveheart), regia di Mel Gibson (1995)
- Balto, regia di Simon Wells (1995)
- Jumanji, regia di Joe Johnston (1995)
- Jade, regia di William Friedkin (1995)
- Il coraggio della verità (Courage Under Fire), regia di Edward Zwick (1996)
- A Gillian, per il suo compleanno (To Gillian on Her 37th Birthday), regia di Michael Pressman (1996)
- Ransom - Il riscatto (Ransom), regia di Ron Howard (1996)
- Titanic, regia di James Cameron (1997)
- L'ombra del diavolo (The Devil's Own), regia di Alan J. Pakula (1997)
- Il grande Joe (Mighty Joe Young), regia di Ron Underwood (1998)
- Deep Impact, regia di Mimi Leder (1998)
- La maschera di Zorro (The Mask of Zorro), regia di Martin Campbell (1998)
- L'uomo bicentenario (Bicentennial Man), regia di Chris Columbus (1999)
- Il Grinch (Dr. Seuss' How the Grinch Stole Christmas), regia di Ron Howard (2000)
- La tempesta perfetta (The Perfect Storm), regia di Wolfgang Petersen (2000)
- A Beautiful Mind, regia di Ron Howard (2001)
- Il nemico alle porte (Enemy at the Gates), regia di Jean-Jacques Annaud (2001)
- Iris - Un amore vero (Iris), regia di Richard Eyre (2001)
- Le quattro piume (The Four Feathers), regia di Shekhar Kapur (2002)
- Windtalkers, regia di John Woo (2002)
- La casa di sabbia e nebbia (House of Sand and Fog), regia di Vadim Perelman (2003)
- The Missing, regia di Ron Howard (2003)
- Beyond Borders - Amore senza confini (Beyond Borders), regia di Martin Campbell (2003)
- Mi chiamano Radio (Radio), regia di Mike Tollin (2003)
- The Forgotten, regia di Joseph Ruben (2004)
- Troy, regia di Wolfgang Petersen (2004)
- Bobby Jones - Genio del golf (Bobby Jones: Stroke of Genius), regia di Rowdy Herrington (2004)
- The New World - Il nuovo mondo (The New World), regia di Terrence Malick (2005)
- Flightplan - Mistero in volo (Flightplan), regia di Robert Schwentke (2005)
- The Legend of Zorro, regia di Martin Campbell (2005)
- Kidnapped - Il rapimento (The Chumscrubber), regia di Arie Posin (2005)
- The Good Shepherd - L'ombra del potere (The Good Shepherd), regia di Robert De Niro (2006)
- Tutti gli uomini del re (All the King's Men), regia di Steven Zaillian (2006)
- Apocalypto, regia di Mel Gibson (2006)
- Davanti agli occhi (The Life Before Her Eyes), regia di Vadim Perelman (2007)
- Spiderwick - Le cronache (The Spiderwick Chronicles), regia di Mark Waters (2008)
- Il bambino con il pigiama a righe (The Boy in the Striped Pyjamas), regia di Mark Herman (2008)
- Avatar, regia di James Cameron (2009)
- The Karate Kid - La leggenda continua (The Karate Kid), regia di Harald Zwart (2010)
- Cristiada (For Greater Glory - The true story of Cristiada), regia di Dean Wright (2011)
- Il principe del deserto (Black Gold), regia di Jean-Jacques Annaud (2011)
- The Amazing Spider-Man, regia di Marc Webb (2012)
- L'ultimo lupo (Wolf Totem), regia di Jean-Jacques Annaud (2015)
- Southpaw - L'ultima sfida (Southpaw), regia di Antoine Fuqua (2015)
- The 33, regia di Patricia Riggen (2015)
- I magnifici 7 (The Magnificent Seven), regia di Antoine Fuqua (2016)

### Televisione
- Tom e Huck - Avventure sul Mississippi (Rascals and Robbers: The Secret Adventures of Tom Sawyer and Huck Finn), regia di Dick Lowry - film TV (1982)

### Cortometraggi
- Captain EO, diretto da Francis Ford Coppola (1986)

- Una grossa indigestione, diretto da Rob Minkoff e Frank Marshall (1989)

- First in Flight, (2012)

### Altro
- THX Cimarron trailer, ricomposto nel 1990 e uscito nel 1995 per i teatri Dolby Digital, dopo che il mix originale del trailer in pellicola 70 mm distrusse gli altoparlanti del cinema per essere troppo rumoroso ed il mix originale fu rimosso.

- L'album del 2015 "Pas de deux (Horner)" pubblicato nel maggio 2015.
- Pandora – The World of Avatar, il parco a tema; composto assieme a Simon Franglen

- L'edizione 1990-1997 dell'Universal Studios Fanfare e la sua versione per il 75º anniversario

- Imagine Entertainment Fanfare del 1996